# Boliviaanse chinchillarat
De Boliviaanse chinchillarat (Abrocoma boliviensis) is een chinchillarat, die alleen voorkomt in de Boliviaanse provincie Manuel María Caballero.